# La Marche nuptiale (film, 1935)
Pour les articles homonymes, voir La Marche nuptiale.
Pour plus de détails, voir Fiche technique et Distribution.
La Marche nuptiale (La marcia nuziale) est un film franco-italien réalisé par Mario Bonnard, sorti en 1935.

## Fiche technique
- Titre : La Marche nuptiale
- Réalisation : Mario Bonnard
- Scénario : Yvan Noé, d'après la pièce de Henry Bataille
- Dialogues : Georges Dolley
- Photographie : Ubaldo Arata
- Décors : Gastone Medin
- Son : Giovanni Bianchi
- Musique : Giulio Bonnard
- Montage : Giuseppe Fatigati
- Pays d'origine :  France -  Royaume d'Italie
- Production : Paris-Rome Film - Manderfilm
- Genre : Comédie
- Durée : 96 minutes
- Date de sortie : France, 11 janvier 1935

## Distribution
- Madeleine Renaud : Grâce de Plessans
- Henri Rollan : Roger
- Arlette Marchal : Suzanne
- Jean Marchat : Claude
- Assia Noris : Mme Clozières
- Suzanne Desprès : Mme Morillot
- Henri Marchand : César
- Pierre Magnier : M. de Plessans
- Simone Genevois : Mlle Aimée
- Pierre Finaly : l'éditeur
- Georges Prieur : le fondé de pouvoir
- Marfa Dhervilly : Mme de Plessans
- Raymond Rognoni : l'hôtelier